# 黑山足球甲級聯賽
黑山足球甲級聯賽（黑山語：Prva crnogorska fudbalska liga）是黑山的頂級聯賽，由黑山足球協會領導，現時黑山甲共有 10 隊球會角逐。

## 聯賽形式
聯賽冠軍可得到歐洲聯賽冠軍盃第一圈外圍賽的參賽資格，聯賽亞軍、聯賽季軍及黑山盃冠軍將可獲得歐洲賽外圍賽的參賽資格。至於聯賽排名第 12 名的球隊會直接降級至黑山足球乙級聯賽，而第 10 名及第 11 名球隊需與乙組第 2 名及第 3 名進行附加賽，以確定來屆甲組席位。

## 歷史
當黑山共和國還是南斯拉夫的時候，黑山的球會都是參與南斯拉夫足球甲級聯賽的。當南斯拉夫解體的時候，蒙特內哥羅的球會轉為參與南斯拉夫聯盟共和國的頂級聯賽，不過聯賽的名稱依舊不變。到2003年國家改名為塞爾維亞和黑山的時候，聯賽也隨之而改名。當時塞黑甲有16間球會角逐，而蒙特內哥羅甲則作為塞蒙甲的乙級聯賽之一。當2006年蒙特內哥羅獨立後，黑山甲就成為了該國的頂級聯賽。

### 首季
2006–07球季是蒙特內哥羅甲成立後的首個賽季，雖然聯賽先前已在塞蒙甲時代存在，但隨著蒙特內哥羅獨立，和蒙特內哥羅足協成立，蒙特內哥羅甲脫離塞蒙甲成為了一個獨立聯賽，也是該國的頂級聯賽。
聯賽於2006年8月12日開始，到2007年5月26日結束。薛達成為了這屆的聯賽冠軍，也成了該國首間參與歐洲聯賽冠軍杯的球會。

## 參賽球隊
2024–25年黑山足球甲級聯賽參賽隊伍共有 10 支。
| 中文名稱       | 英文名稱                  | 所在城市   | 上季成績      |
| -------------- | ------------------------- | ---------- | ------------- |
| 德錫           | FK Dečić                  | 杜茲       | 第 1 位       |
| 摩拿           | FK Mornar                 | 巴爾       | 第 2 位       |
| 布度洛斯       | FK Buducnost Podgorica    | 波德戈里察 | 第 3 位       |
| 蘇積斯卡       | FK Sutjeska Niksic        | 尼克希奇   | 第 4 位       |
| 查些路         | FK Jezero                 | 普拉夫     | 第 5 位       |
| 帕度華         | OFK Petrovac              | 佩特羅瓦   | 第 6 位       |
| 迪瓦特兵工廠   | FK Arsenal Tivat          | 蒂瓦特     | 第 7 位       |
| 捷迪斯沃       | FK Jedinstvo Bijelo Polje | 比耶洛波列 | 第 8 位       |
| 博基利         | FK Bokelj                 | 科托爾     | 乙組，第 1 位 |
| 奧贊歷奧林匹克 | FK Otrant-Olympic         | 烏爾齊尼   | 乙組，第 2 位 |

## 歷屆冠軍
以下為歷屆聯賽冠軍：
- 2006–07：薛達
- 2007–08：布度洛斯
- 2008–09：莫格倫
- 2009–10：路達普列夫利亞
- 2010–11：莫格倫
- 2011–12：布度洛斯
- 2012–13：蘇積斯卡
- 2013–14：蘇積斯卡
- 2014–15：路達普列夫利亞
- 2015–16：馬拿度斯
- 2016–17：布度洛斯
- 2017–18：蘇積斯卡
- 2018–19：蘇積斯卡
- 2019–20：布度洛斯
- 2020–21：布度洛斯
- 2021–22：蘇積斯卡
- 2022–23：布度洛斯
- 2023–24：德錫
- 2024–25：布度洛斯

## 球會奪冠次數
| 球會           | 冠軍次數 | 冠軍年份                                 |
| -------------- | -------- | ---------------------------------------- |
| 布度洛斯       | 7        | 2008, 2012, 2017, 2020, 2021, 2023, 2025 |
| 蘇積斯卡       | 5        | 2013, 2014, 2018, 2019, 2022             |
| 莫格倫         | 2        | 2009, 2011                               |
| 路達普列夫利亞 | 2        | 2010, 2015                               |
| 薛達           | 1        | 2007                                     |
| 馬拿度斯       | 1        | 2016                                     |
| 德錫           | 1        | 2024                                     |

## 外部連結
- League by Weltfussballarchiv （英語）
- Football Association of Montenegro - Official Site （页面存档备份，存于）
- League on soccerway.com
- on CGF （页面存档备份，存于）